# Adela Noriega
Adela Amalia Noriega Méndez (Ciutat de Mèxic, 24 d'octubre de 1969), és una actriu mexicana.

## Biografia
Noriega va néixer com Adela Amalia Noriega Méndez, en la Ciutat de Mèxic, Mèxic. El seu pare va morir quan ella amb prou feines era una adolescent, i la seva mare va morir de càncer el 1995. Té una germana gran i un germà petit. Noriega va ser descoberta als dotze anys per un caçatalents mentre estava en un centre comercial amb la seva mare. Poc després, va començar a aparèixer en comercials de televisió i videos musicals, igualment va participar en els videos de Lucía Méndez ("Corazón de fresa") i Luis Miguel ("Palabra de honor").

### Carrera
Debuta a la televisió com a integrant del programa còmic, Cachún cachún ra ra!!, el 1984. Les seves primeres aparicions en telenovel·les van ser en Principessa i Juana Iris, respectivament, i en ambdues va interpretar a les dolentes juvenils. El 1985, va rebre un premi del periòdic Heraldo, va ser nominada com la debutant de l'any. Aquell mateix any, també participa en la pel·lícula, Un sábado más, al costat de Pedro Fernández.
Noriega va debutar com a actriu protagonista el 1987, en la minisèrie, Yesenia.Yesenia era una història d'època, basada en el còmic homònim, de Yolanda Vargas Dulché. Aquell mateix any, obté el paper protagonista de Quinceañera, un melodrama juvenil que presentava les problemàtiques que viuen els adolescents en el seu trànsit de la infantesa a la vida adulta. Quinceañera és considerada com la primera telenovel·la de tall juvenil. Temàtiques com la drogoaddicció, la identitat sexual, les colles, la violació, la delinqüència juvenil i les diferències socials, es van abordar per primera vegada en aquest gènere televisiu. La telenovel·la va tenir una gran acceptació del públic, i va ser reeixida en molts països. El 2008, va ser seleccionada en la llista "Les 10 telenovel·les més influents de Llatinoamèrica", que va publicar Associated Press.
Poc després, Noriega torna a protagonitzar una altra telenovel·la dirigida al públic juvenil, Dulce desafio (1988). La trama se centra en la vida del seu personatge, una adolescent problemàtica, i revela "les aventures d'un grup de joves en un internat, amb un director dèspota i un professor d'educació física misogin."
El 1993, es va traslladar als Estats Units i va entrar a la televisió nord-americana, Telemundo. Per signar un contracte amb una altra cadena de televisió, té un veto de Televisa. En Telemundo va interpretar el personatge principal de la telenovel·la, Guadalupe, que va resultar ser un èxit internacional, especialment als països àrabs.
Dos anys després, va marxar a Colòmbia i es va unir a una altra productora de televisió (R.T.I.), per a la realització de María Bonita (1995). Allí va interpretar el personatge titular de la telenovel·la que va ser ambientada en el Carib.
El 1997, torna a Mèxic i signa un contracte milionsari amb Televisa, per sis anys. La primera telenovel·la que grava és María Isabel, on va interpretar a una jove indígena de l'ètnia Huichol. María Isabel és una de les primeres telenovel·les que mostra la diversitat ètnica de Mèxic, la vida d'una comunitat indígena. Per la seva caracterització del personatge principal, va rebre el premi TVyNovelas, en la categoria de «Millor actriu jove». A continuació va protagonitzar El privilegio de amar (1998), compartint crèdits amb Helena Rojo. El privilegio de amar és oficialment el programa més vist de la televisió mexicana, segons IBOPE. La telenovel·la va ser un èxit internacional, també.
Va tornar a la televisió amb La deu (2001), que va coprotagonitzar al costat de Mauricio Islas. Igual que la seva predecessora, aquesta telenovel·la també va ser un èxit internacional. Per la seva interpretació del principal personatge femení, va rebre un altre premi TVyNovelas, entre d'altres.
El 2003, torna com a protagonista de l'aclamada telenovel·la, Amor real. Aquesta teleserie històrica, ambientada a mitjans del segle XIX, retrata els conflictes de les revoltes de l'època postindependient de Mèxic. La telenovel·la va registrar alts nivells d'audiència a Mèxic, i a tan sols tres mesos d'haver finalitzat la seva transmissió a Mèxic, a causa del seu èxit, la van repetir el gener de 2004. Durant la seva transmissió als Estats Units, en la cadena Univisión, va aconseguir superar a cadenes anglosaxones en audiència. A més, després de l'èxit obtingut, es va convertir en la primera telenovel·la publicada en DVD amb subtítols en anglès. Noriega va rebre diversos reconeixements per la seva interpretació de l'aristòcrata, Matilde Peñalver y Beristáin.
Dos anys més tard, va protagonitzar L'esposa verge (2005), al costat de Jorge Salinas. Al començament de 2008, torna a televisió com a protagonista de Fuego en la sangre, l'adaptació mexicana de la telenovel·la colombiana Las aguas mansas. A pesar que la producció de Salvador Mejía va rebre crítiques negatives, la telenovel·la va aconseguir ser molt reeixida a Mèxic i els Estats Units.

## Televisió
- Fuego en la sangre (2008)
- La esposa virgen (2005)
- Amor real (2003)
- El manantial (2001/2002)
- El privilegio de amar (1998/1999)
- María Isabel (1997/1998)
- Maria Bonita (1995/1996)
- Guadalupe (1993/1994)
- Dulce desafío (1988/1989)
- Quinceañera (1987/1988)
- Yesenia (1986)
- Juana Iris (1985)
- Principessa (1984)
- ¡¡Cachún cachún ra ra!! (1984-1987)

## Pel·lícules
- Un sábado más (1985)
- Los amantes del señor de la noche (1984)

## Premis
- Sol d'Oro (2002, 2004)
- Premios ACE - Nova York (2000, 2002, 2004)
- Premios TvyNovelas (1986, 1988, 1990, 1998, 1999, 2002, 2004)